# Selecció de futbol de Bulgària
La Selecció de futbol de Bulgària és l'equip representatiu del país a les competicions oficials. La seva organització està a càrrec de la Unió de Futbol de Bulgària, pertanyent en la UEFA.

## Participacions a la Copa del Món
Campions      Finalistes      Tercers      Quarts
Un requadre vermell indica que eren amfitrions del campionat.
| Historial a la Copa del Món | Historial a la Copa del Món | Historial a la Copa del Món | Historial a la Copa del Món | Historial a la Copa del Món | Historial a la Copa del Món | Historial a la Copa del Món | Historial a la Copa del Món | Historial a la Copa del Món |
| Edició                      | Ronda                       | Posició                     | PJ                          | PG                          | PE                          | PP                          | GF                          | GC                          |
| --------------------------- | --------------------------- | --------------------------- | --------------------------- | --------------------------- | --------------------------- | --------------------------- | --------------------------- | --------------------------- |
| 1930                        | No hi participà             | No hi participà             | No hi participà             | No hi participà             | No hi participà             | No hi participà             | No hi participà             | No hi participà             |
| 1934                        | No es classificà            | No es classificà            | No es classificà            | No es classificà            | No es classificà            | No es classificà            | No es classificà            | No es classificà            |
| 1938                        | No es classificà            | No es classificà            | No es classificà            | No es classificà            | No es classificà            | No es classificà            | No es classificà            | No es classificà            |
| 1950                        | No hi participà             | No hi participà             | No hi participà             | No hi participà             | No hi participà             | No hi participà             | No hi participà             | No hi participà             |
| 1954                        | No es classificà            | No es classificà            | No es classificà            | No es classificà            | No es classificà            | No es classificà            | No es classificà            | No es classificà            |
| 1958                        | No es classificà            | No es classificà            | No es classificà            | No es classificà            | No es classificà            | No es classificà            | No es classificà            | No es classificà            |
| 1962                        | Primera fase                | 13s                         | 3                           | 0                           | 1                           | 2                           | 1                           | 7                           |
| 1966                        | Primera fase                | 12s                         | 3                           | 0                           | 0                           | 3                           | 1                           | 8                           |
| 1970                        | Primera fase                | 12s                         | 3                           | 0                           | 1                           | 2                           | 5                           | 9                           |
| 1974                        | Primera fase                | 11s                         | 3                           | 0                           | 2                           | 1                           | 2                           | 5                           |
| 1978                        | No es classificà            | No es classificà            | No es classificà            | No es classificà            | No es classificà            | No es classificà            | No es classificà            | No es classificà            |
| 1982                        | No es classificà            | No es classificà            | No es classificà            | No es classificà            | No es classificà            | No es classificà            | No es classificà            | No es classificà            |
| 1986                        | Vuitens de final            | 10s                         | 4                           | 0                           | 2                           | 2                           | 2                           | 6                           |
| 1990                        | No es classificà            | No es classificà            | No es classificà            | No es classificà            | No es classificà            | No es classificà            | No es classificà            | No es classificà            |
| 1994                        | Quarts                      | 4s                          | 7                           | 3                           | 1                           | 3                           | 10                          | 11                          |
| 1998                        | Primera fase                | 22s                         | 3                           | 0                           | 1                           | 2                           | 1                           | 7                           |
| 2002                        | No es classificà            | No es classificà            | No es classificà            | No es classificà            | No es classificà            | No es classificà            | No es classificà            | No es classificà            |
| 2006                        | No es classificà            | No es classificà            | No es classificà            | No es classificà            | No es classificà            | No es classificà            | No es classificà            | No es classificà            |
| 2010                        | No es classificà            | No es classificà            | No es classificà            | No es classificà            | No es classificà            | No es classificà            | No es classificà            | No es classificà            |
| 2014                        | No es classificà            | No es classificà            | No es classificà            | No es classificà            | No es classificà            | No es classificà            | No es classificà            | No es classificà            |
| 2018                        | No es classificà            | No es classificà            | No es classificà            | No es classificà            | No es classificà            | No es classificà            | No es classificà            | No es classificà            |
| 2022                        | No es classificà            | No es classificà            | No es classificà            | No es classificà            | No es classificà            | No es classificà            | No es classificà            | No es classificà            |
| 2026                        | Pendent                     | Pendent                     | Pendent                     | Pendent                     | Pendent                     | Pendent                     | Pendent                     | Pendent                     |
| 2030                        | Pendent                     | Pendent                     | Pendent                     | Pendent                     | Pendent                     | Pendent                     | Pendent                     | Pendent                     |
| 2034                        | Pendent                     | Pendent                     | Pendent                     | Pendent                     | Pendent                     | Pendent                     | Pendent                     | Pendent                     |
| Total                       | 4a plaça                    | 4a plaça                    | 26                          | 3                           | 7                           | 15                          | 22                          | 53                          |

## Participacions en l'Eurocopa
- Des de 1960 a 1992 - No es classificà
- 1996 - Primera fase
- 2000 - No es classificà
- 2004 - Primera fase
- Des de 2008 a 2016 - No es classificà

## Jugadors històrics
- Stilian Petrov
- Hristo Stoítxkov
- Liuboslav Pènev
- Dimitr Berbàtov
- Krasimir Balakov
- Emil Kostadinov